# Mezzegra
Mezzegra é uma comuna italiana da região da Lombardia, província de Como, com cerca de 952 habitantes. Estende-se por uma área de 3 km², tendo uma densidade populacional de 317 hab/km². Faz fronteira com Grandola ed Uniti, Lenno, Tremezzo.
Benito Mussolini foi executado aqui em 1945.

## Demografia

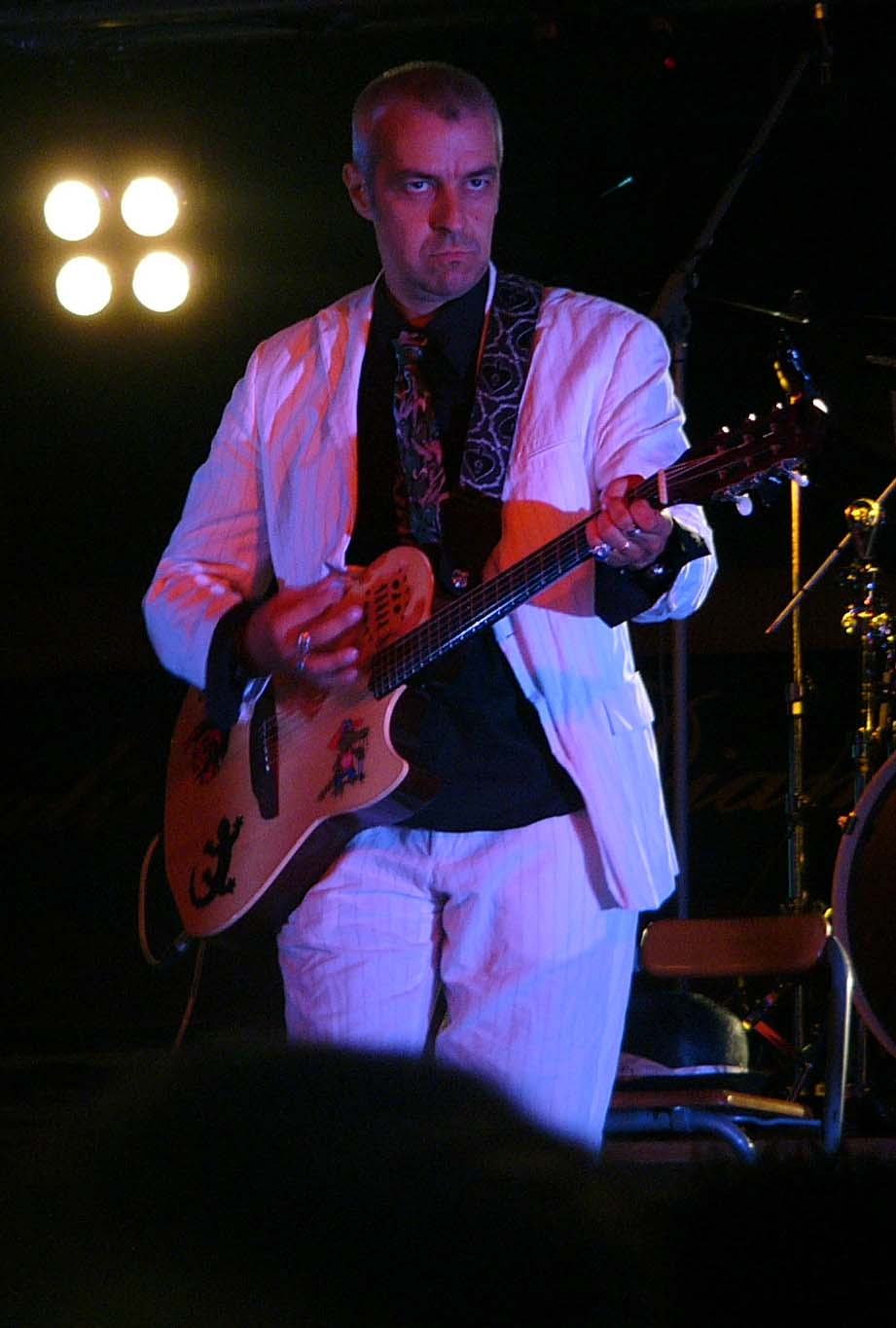
Davide Van De Sfroos, Cantor folk de Mezzegra.

| Variação demográfica do município entre 1861 e 2011                               |
|                                                                                   |
| Fonte: Istituto Nazionale di Statistica (ISTAT) - Elaboração gráfica da Wikipedia |